# Teruki Miyamoto
Teruki Miyamoto (jap. 宮本 輝紀, Miyamoto Teruki; * 26. Dezember 1940 in Hiroshima, Präfektur Hiroshima; † 2. Februar 2000) war ein japanischer Fußballspieler.

## Nationalmannschaft
1961 debütierte Miyamoto für die japanische Fußballnationalmannschaft. Miyamoto bestritt 58 Länderspiele und erzielte dabei 19 Tore. Mit der japanischen Nationalmannschaft qualifizierte er sich für die Olympischen Spiele 1964 und 1968. Bei den Olympischen Spielen 1968 konnte Japan die Bronzemedaille gewinnen.

## Errungene Titel
- Olympische Sommerspiele 1968: Bronzemedaille

## Persönliche Auszeichnungen
- Japan Soccer League Best Eleven: 1966, 1967, 1968, 1969, 1970, 1971